# Musée diocésain
Dans les Églises chrétiennes organisées en diocèses, en particulier dans l'Église catholique, un musée diocésain est un musée consacré à l'histoire et au patrimoine d'art sacré du territoire sur lequel s'exerce l'autorité d'un siège épiscopal. Il se trouve souvent dans un bâtiment jouxtant l'église cathédrale. Beaucoup ont été créés au XIXe siècle. Les musées diocésains sont particulièrement nombreux en Espagne et en Italie. 

## Liste de musées

### Allemagne
- Musée diocésain de Bamberg
- Musée de la cathédrale de Hildesheim

### Belgique
- Musée diocésain de Namur

### Espagne
- Musée diocésain d'art sacré d'Alava
- Musée diocésain d'Albarracín (es)
- Musée diocésain de Barcelone (es)
- Musée diocésain de Huesca (es)
- Musée diocésain de Jaca
- Musée diocésain de Las Palmas de Gran Canaria (es)
- Musée diocésain de Lérida (es)
- Musée diocésain de Majorque
- Musée diocésain d'Orihuela (es)
- Musée diocésain de Palencia (es)
- Musée diocésain de Saragosse (es)
- Musée diocésain de Sigüenza (es)
- Musée diocésain de Solsona (es)
- Musée diocésain de Tarragone (es)
- Musée diocésain d'Urgell (es:Museo Diocesano de Urgel)
- Musée diocésain de Valence (es)
- Musée diocésain de Valladolid (es)
- Musée épiscopal de Vic

### France
- Musée diocésain d'art sacré de Blois[1]
- Musée diocésain d'art sacré à Cambrai
- Musée diocésain d'art sacré de Mours-Saint-Eusèbe

### Italie
- Musée diocésain d'Alghero (it)
- Musée diocésain d'Amalfi
- Musée diocésain d'Ancône (it)
- Musée diocésain d'Andria (it)
- Musée diocésain d'Arezzo (it)
- Musée diocésain d'Ascoli Piceno
- Musée diocésain de Brescia (it)
- Musée diocésain de Caltanissetta (it)
- Musée diocésain de Catane (it)
- Musée diocésain de Cortone
- Musée diocésain de Faenza (it)
- Musée diocésain d'art sacré de Florence
- Musée diocésain de Gallipoli (it)
- Musée diocésain de Giaglione (it)
- Musée diocésain Pie IX d'Imola (it)
- Musée diocésain de Jesi (it)
- Musée diocésain de La Spezia (it
- Musée diocésain de Lodi (it)
- Musée diocésain de Lucera (it)
- Musée diocésain de Mazara del Vallo (it)
- Musée diocésain de Monreale (it)
- Musée diocésain de Naples (it)
- Musée diocésain d'Osimo (it)
- Musée diocésain de San Severo (it)
- Musée diocésain de Santa Severina (it)
- Musée diocésain de Sarzana (it)
- Musée diocésain de Senigallia (it)
- Musée diocésain de Sienne
- Musée diocésain de Spolète (it)
- Musée diocésain de Sulmona (it)
- Musée diocésain d'Udine
- Musée diocésain de Velletri (it)
- Musée diocésain de Venise (it)

### Pologne
- Musée diocésain de Pelplin
- Musée de l'archidiocèse de Varsovie